# Platylomalus gardineri
Platylomalus gardineri är en skalbaggsart som först beskrevs av Scott 1913.  Platylomalus gardineri ingår i släktet Platylomalus och familjen stumpbaggar. Inga underarter finns listade i Catalogue of Life.